# Ribe amt
Ribe amt (danska: Ribe Amt) var ett amt i sydvästra Danmark. Amtet omfattade ett område på den västra sidan av halvön Jylland samt öarna Fanø, Mandø och Langli i Nordsjön. Utöver residensstaden Ribe, omfattade det även städerna Esbjerg och Varde.

## Administrativ historik
Ribe amt bildades i samband med amtsreformen 1793 genom en ombildning av dåvarande Riberhus amt. Samtidigt tillfördes en mindre del av dåvarande Lundenæs amt (Øster Horne härad). 1799 fördes därtill också Ansts och Slavs härader över från Vejle amt till Ribe amt.
1864, som en del av fredsavtalet i samband med Freden i Wien, fördes Ribe härad över till Ribe amt, i utbyte mot de så kallade kungliga enklaverna (danska:  Kongerigske enklaver) som samtidigt fördes över till Schleswig, då en del av Preussen.
Amtets gränser ändrades något i samband med kommunreformen 1970, då mindre delar av Tønders och Vejle amt fördes till Ribe amt, samtidigt som en mindre del av det som tidigare varit Ribe amt fördes till Vejle amt.
Den 1 januari 2007 blev området en del av Region Syddanmark.

## Kommuner
Ribe amt bestod mellan 1970 och 2006 av 14 kommuner:
| - Billund kommun - Blaabjerg kommun - Blåvandshuk kommun - Bramming kommun - Brörup kommun - Esbjerg kommun - Fanö kommun | - Grindsted kommun - Helle kommun - Holsted kommun - Ribe kommun - Varde kommun - Vejen kommun - Ölgod kommun |

## Härader
Ribe amt omfattade mellan 1864 och 1970 åtta härader:

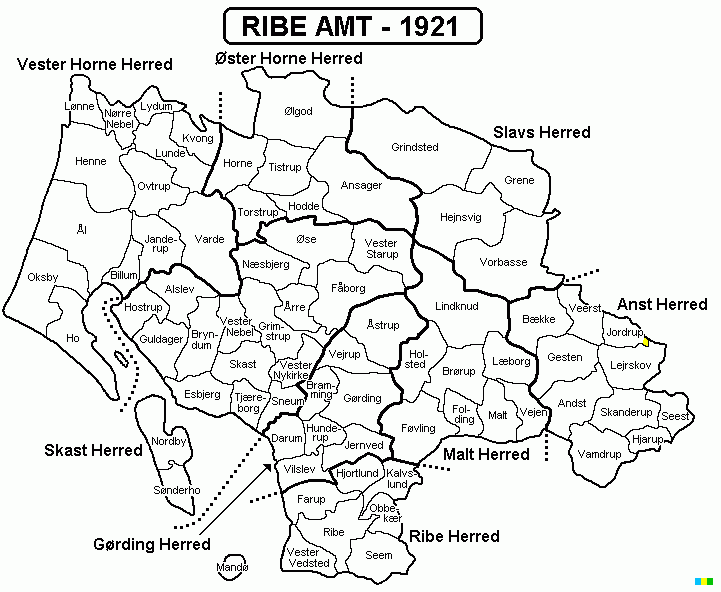
Karta över Ribe amt med dess indelning i härader och socknar (före kommunreformen 1970).

- Ansts härad
- Gørdings härad
- Malts härad
- Ribe härad
- Skasts härad
- Slavs härad
- Vester Horne härad
- Øster Horne härad